# こんぺいとうダーリン♪
『こんぺいとうダーリン♪』は、森生まさみによる日本の漫画作品。
『LaLa DX』（白泉社）にて2006年1月号及び2007年5月号に掲載された。
付き合って3ヵ月目の人目も憚らぬ超ラブラブバカップル・杏と賢太郎は、ほんの少しの行き違いからギクシャクし始めてしまうというあらすじの恋愛漫画。

## 登場人物
小栗 杏（おぐり あん）
中学1年生。一人称は「くり」で、賢太郎からも家族からもそう呼ばれる。バイクの当て逃げ現場で偶然出会った賢太郎に一目惚れし、猛アタックの末に念願かなって付き合うことになった。
新堂 賢太郎（しんどう けんたろう）
中学3年生。杏の彼氏。眼鏡をかけた優等生。知的で冷静沈着。

## 単行本同時収録
人差し指姫
『LaLa』2005年3月号
直接目を合わせた相手を、深い催眠状態に陥らせてしまう能力を持つ『催眠屋』の後継者の少年。彼はある目的のために、女子高生・一花の家に弟に成りすまして潜入するが……。
星の梯子
『LaLa』2006年2月号
スピリチュアルな兄に、従兄弟の祐馬は結ばれる運命にあるソウルメイトだと言われた愛流（あいる）。だが愛流はつい最近、祐馬の告白を断ってしまっていた。もう一度祐馬のことを考え直そうとも思うが、彼には今、年上のシングルマザーの彼女がいた。

## 書誌情報
- 森生まさみ 『こんぺいとうダーリン♪』 白泉社〈花とゆめコミックス〉 2008年1月5日発売、ISBN 978-4-592-18495-9